# Brazylia na Mistrzostwach Świata w Lekkoatletyce 2009
Brazylia na Mistrzostwach Świata w Lekkoatletyce 2009 – reprezentacja Brazylii podczas czempionatu w Berlinie liczyła 37 zawodników. Nie zdobyła żadnego medalu.

## Występy reprezentantów Brazylii

### Mężczyźni
| Konkurencja                | Zawodnik                                                           | Eliminacje | Eliminacje | Ćwierćfinał   | Ćwierćfinał   | Półfinał      | Półfinał      | Finał         | Finał         |
| Konkurencja                | Zawodnik                                                           | Wynik      | Poz.       | Wynik         | Poz.          | Wynik         | Poz.          | Wynik         | Poz.          |
| -------------------------- | ------------------------------------------------------------------ | ---------- | ---------- | ------------- | ------------- | ------------- | ------------- | ------------- | ------------- |
| Bieg na 100 m              | Basílio de Moraes                                                  | 10,54      | 53.        | Nie awansował | Nie awansował | Nie awansował | Nie awansował | Nie awansował | Nie awansował |
| Bieg na 100 m              | José Carlos Moreira                                                | 10,55      | 55.        | Nie awansował | Nie awansował | Nie awansował | Nie awansował | Nie awansował | Nie awansował |
| Bieg na 200 m              | Sandro Viana                                                       | 21,18      | 38.        | Nie awansował | Nie awansował | Nie awansował | Nie awansował | Nie awansował | Nie awansował |
| Bieg na 800 m              | Fabiano Peçanha                                                    | 1:46,68    | 12.        |               |               | 1:45,94       | 11.           | Nie awansował | Nie awansował |
| Bieg na 800 m              | Kléberson Davide                                                   | 1:47,51    | 22.        |               |               | Nie awansował | Nie awansował | Nie awansował | Nie awansował |
| Maraton                    | Marilson dos Santos                                                |            |            |               |               |               |               | 2:15:13 SB    | 16.           |
| Maraton                    | Adriano Bastos                                                     |            |            |               |               |               |               | 2:15:39 PB    | 19.           |
| Maraton                    | José de Souza                                                      |            |            |               |               |               |               | 2:16:40       | 23.           |
| Bieg na 400 m przez płotki | Mahau Sugimachi                                                    | 51,05      | 24.        |               |               | Nie awansował | Nie awansował | Nie awansował | Nie awansował |
| Sztafeta 4 x 100 m         | Vicente de Lima Sandro Viana Basílio de Moraes José Carlos Moreira | 38,72 SB   | 8.         |               |               |               |               | 38,56 SB      | 7.            |
| Chód na 20 km              | Moacir Zimmermann                                                  |            |            |               |               |               |               | DQ            |               |
| Chód na 20 km              | José Alessandro Bagio                                              |            |            |               |               |               |               | NU            |               |
| Chód na 50 km              | Mário dos Santos                                                   |            |            |               |               |               |               | NU            |               |

| Konkurencja    | Zawodnik                      | Kwalifikacje | Kwalifikacje | Finał         | Finał         |
| Konkurencja    | Zawodnik                      | Wynik        | Poz.         | Wynik         | Poz.          |
| -------------- | ----------------------------- | ------------ | ------------ | ------------- | ------------- |
| Skok wzwyż     | Jessé de Lima                 | 2,27         | 14.          | Nie awansował | Nie awansował |
| Skok o tyczce  | Fábio Gomes da Silva          | NM           |              | Nie awansował | Nie awansował |
| Trójskok       | Jadel Gregório                | 17,06        | 8.           | 16,89         | 8.            |
| Trójskok       | Jefferson Sabino              | 16,34        | 28.          | Nie awansował | Nie awansował |
| Trójskok       | Leonardo Elisiario dos Santos | 15,95        | 39.          | Nie awansował | Nie awansował |
| Rzut oszczepem | Júlio César de Oliveira       | 68,49        | 42.          | Nie awansował | Nie awansował |

### Kobiety
| Konkurencja                   | Zawodniczka                                                              | Eliminacje | Eliminacje | Ćwierćfinał | Ćwierćfinał | Półfinał       | Półfinał       | Finał          | Finał          |
| Konkurencja                   | Zawodniczka                                                              | Wynik      | Poz.       | Wynik       | Poz.        | Wynik          | Poz.           | Wynik          | Poz.           |
| ----------------------------- | ------------------------------------------------------------------------ | ---------- | ---------- | ----------- | ----------- | -------------- | -------------- | -------------- | -------------- |
| Bieg na 100 m                 | Lucimar de Moura                                                         | 11,41      | 13.        | 11,44       | 19.         | Nie awansowała | Nie awansowała | Nie awansowała | Nie awansowała |
| Maraton                       | Adriana Aparecida da Silva                                               |            |            |             |             |                |                | 2:40:54 PB     | 43.            |
| Maraton                       | Maria Zeferina Baldaia                                                   |            |            |             |             |                |                | NU             |                |
| Bieg na 3000 m z przeszkodami | Sabine Heitling                                                          | 9:50,96    | 35.        |             |             |                |                | Nie awansowała | Nie awansowała |
| Sztafeta 4 x 100 m            | Rosemar Maria Neto Lucimar de Moura Thaissa Presti Vanda Gomes           | 43,07 SB   | 4.         |             |             |                |                | 43,13          | 5.             |
| Sztafeta 4 x 400 m            | Geisa Aparecida Coutinho Emmilly Pinheiro Sheila Ferreira Jailma de Lima | 3:31,42    | 13.        |             |             |                |                | Nie awansowała | Nie awansowała |
| Chód na 20 km                 | Tania Regina Spindler                                                    |            |            |             |             |                |                | 1:35:51        | 20.            |
| Chód na 20 km                 | Alessandra Picagevicz                                                    |            |            |             |             |                |                | 1:38:50        | 29.            |

| Konkurencja   | Zawodniczka        | Kwalifikacje | Kwalifikacje | Finał          | Finał          |
| Konkurencja   | Zawodniczka        | Wynik        | Poz.         | Wynik          | Poz.           |
| ------------- | ------------------ | ------------ | ------------ | -------------- | -------------- |
| Skok o tyczce | Fabiana Murer      | 4,55         | 5.           | 4,55           | 5.             |
| Skok w dal    | Maurren Maggi      | 6,68         | 5.           | 6,68           | 7.             |
| Skok w dal    | Keila Costa        | 6,66         | 7.           | NM             |                |
| Trójskok      | Gisele de Oliveira | 14,14        | 11.          | 13,19          | 12.            |
| Rzut dyskiem  | Elisângela Adriano | 55,75        | 29.          | Nie awansowała | Nie awansowała |